# Clethra alcoceri
Clethra alcoceri är en tvåhjärtbladig växtart som beskrevs av Jesse More Greenman.
Clethra alcoceri ingår i släktet Clethra och familjen Clethraceae. Inga underarter finns listade i Catalogue of Life.